# Dubrovačko primorje
Dubrovačko primorje (magyarul: Dubrovniki tengermellék, olaszul: Litorale Raguseo) község Horvátországban, Dubrovnik-Neretva megyében. A községet 1997-ben alapították, korábban az 1952-ben alapított Dubrovniki járás része volt.

## Fekvése
A Dubrovnik városának északnyugati szomszédságában levő tengermelléken fekszik. Területe északnyugatról, a bosznia-hercegovinai határtól délkeleti irányban Majkovi településig és a Dubrovnik városának előterét képező ún. Ratac vidékéig terjed. Négy határátkelővel rendelkezik Bosznia-Hercegovina irányába: Bistrina – G. Klek, Imotica – Duži, Čepikuće – Trebimlja és Slano – Zavala. 197,11 km² területével a megye második legnagyobb területű községe. Községközpontja Slano, ahol a községi tanács, az elöljáróság és a közigazgatási hatóságok székelnek.

## A község települései
A községhez a 2006-os állapot szerint a következő települések tartoznak: Banići, Čepikuće, Doli, Imotica, Kručica, Lisac, Majkovi, Mravnica, Ošlje, Podgora, Podimoć, Slano, Smokovljani, Stupa, Štedrica, Točionik, Topolo, Trnova, Trnovica és Visočani.

## Története
A Močilja-barlangban és a környék több barlangjában talált cserépedény töredékek és csontvázak alapján megállapítható, hogy itt már az újkőkorszakban, az i . e. 8000 és 3000 között időben is éltek emberek. Az itt élt első ismert nép az illírek voltak, akik az i. e. 2. évezredtől fogva éltek itt magaslatokon épített erődített településeken és kövekből rakott halomsírokba temetkeztek. Településeikből és halomsírjaikból jó néhány megtalálható a község területén is. Az illírek i. e. 35-ig uralták a térséget, amikor Octavianus hadai végső győzelmet arattak felettük. A Nyugatrómai Birodalom bukása után 493-tól a keleti gótok uralták a területet. 535-ben Dalmáciával együtt a Bizánci Császárság uralma alá került. A horvátok ősei a 7. században érkeztek Dalmáciába és csakhamar megalapították első településeiket. Ezek elsőként a termékeny mező melletti, ivóvízzel rendelkező helyeken alakultak ki. A Dubrovniki tengermellék hét plébániájával Zahumljéhez tartozott. Része volt Ošlje is, ahol a zsupán székelt, aki bírói, katonai, közigazgatási és gazdasági hatalommal rendelkezett. Miután a zsupán Slanoba települt át ez a település lett az egész Dubrovniki tengermellék központja. A horvátok ősei ebben az időszakban vették fel a kereszténységet. Ennek máig fennmaradt emlékei a topolói Szent István-templom, valamint a slanói Szent Jeromos-templom és a ferences kolostor épületének óhorvát indás dísztései.
1399-ben a Dubrovniki tengermellék a Raguzai Köztársaság része lett, amely 1500 aranydukátért megvásárolta Ostoja bosnyák királytól. Az újonnan megszerzett területre a raguzai nagytanács rögtön kormányzót küldött, aki a közigazgatási és bírói hatalmat képviselte. Az első kormányzó Lorenzo de Bodacia lett, aki 1399. május 23-tól látta el feladatát. 
Slano mint a kormányzó székhelye a tengermellék legfontosabb településévé vált. A település legszebb fekvésű helyére csakhamar felépítették a kormányzói palotát. A palotában volt a tömlöc, udvarán pedig a szégyenoszlop, ahová az elítélteket a testi fenyítésekhez kötözték. A Raguzai Köztársaság idején Slano a köztársaság egyik legfontosabb települése lett, kikötője nemzetközi jelentőséggel bírt, volt hajóépítő üzeme, sóraktára, állandó hajójárat kötötte össze Raguzával, a mai Dubrovnikkal, élénk kereskedelmet folytatott. A legfontosabb árucikkek a só, a gabona és a szarvasmarha voltak. Lakói, tengerészei, mesteremberei raguzai polgároknak számítottak. Sok gazdag slanoi polgárnak volt Raguzában saját palotája.  
A 16. század a slanoi hajózás virágkora volt. Slanonak ekkor 32 hajója volt, melyek közül kitűntek a karakák. Több ismert tengerészcsalád élt a településen, a slanoi tengerész közül hatan egészen az admirálisi rangig jutottak. Többen közülük saját hajóikkal spanyol zászló alatt hajóztak és részei voltak a Győzhetetlen Armadának. A legismertebb nemesi család az Ohmučević volt, akik tengerészeket, írókat, kormányzókat és diplomatákat adtak a köztársaságnak. Petar Ohmučević 1596-ban admirálisként 12 hadihajó és 320 ember felett rendelkezett. A Raguzai Köztársaság idején épültek Slanon a Szent Jeromos, a Szent Balázs és a Szent Rókus templomok tele híres mesterek által készített értékes művészeti alkotásokkal. Közülük sajnos nagyon sok megsemmisült, vagy megsérült a délszláv háború idején. Az itt született híres mesterek közül meg kell említeni Nikola Božidarevićet, aki a Slano melletti Kručici településről származott és több értékes művét őrzik a dubrovniki templomok.
A Raguzai Köztársaság bukása után 1806-ban Dalmáciával együtt ez a térség is a köztársaságot legyőző franciák uralma alá került, de Napóleon bukása után 1815-ben a berlini kongresszus Dalmáciával együtt a Habsburgoknak ítélte. 1818-ban dalmáciai látogatása során I. Ferenc császár Slanón szállt meg egy éjszakára. 1836-ban a ferences kolostorban megnyílt az első fiúiskola, majd 1890-től megindult a leány oktatás is. Az osztrák uralom idején történt Slanón az öbölpart kiépítése, Usječniktől megépült a vízvezeték és a Slanótól Zavaláig vezető út. Megkezdődött a burgonya, a dalmátvirág, a dohány termesztése, nőtt a szőlő és olajbogyó-termesztés, megkezdődött a dalmátvirág, a zsálya és a babér kivitele az európai országokba és Amerikába. 1918-ban az új szerb–horvát–szlovén állam, majd később Jugoszlávia része lett. A második világháború után felépült a közösségi ház és az iskola. 1966-ban megépült az Adria-parti főút, majd ezt követően fellendült a turizmus, amely elősegítette a tengerparti települések fejlődését. Slano növelte a szálláshelyek kapacitását és fejlesztette az infrastruktúrát. A korábbi halfeldolgozó üzem alapjain felépítették az Admiral szállodát, felépült az Osmine szálloda, a Kolarin szálló, éttermek és magánházak. A délszláv háború előestéjén a szállodák kapacitása elérte az 1000 férőhelyet, a magánszállásoké a 800-at, az autóskempingeké pedig a 2000-et. A szállodák és éttermek sok állandó és szezonális munkavállalót foglalkoztattak kiváltva a háztáji mezőgazdasági termelést. Ebben a kedvező gazdasági helyzetben érte a Dubrovniki tengermelléket 1991. október 1-jén a jugoszláv hadsereg támadása. Slanót október 4-én foglalta el a hadsereg, mely kifosztotta és felgyújtotta a települést. A lakosságnak 15 településről kellett elmenekülnie. A megszállás 8 hónapja alatt 119 személy esett az erőszak áldozatául, míg a környező területeken évszázadok alkotásai semmisültek meg. A háború után rögtön elkezdődött az újjáépítés. 1997-ben megalakult Dubrovačko primorje község. 

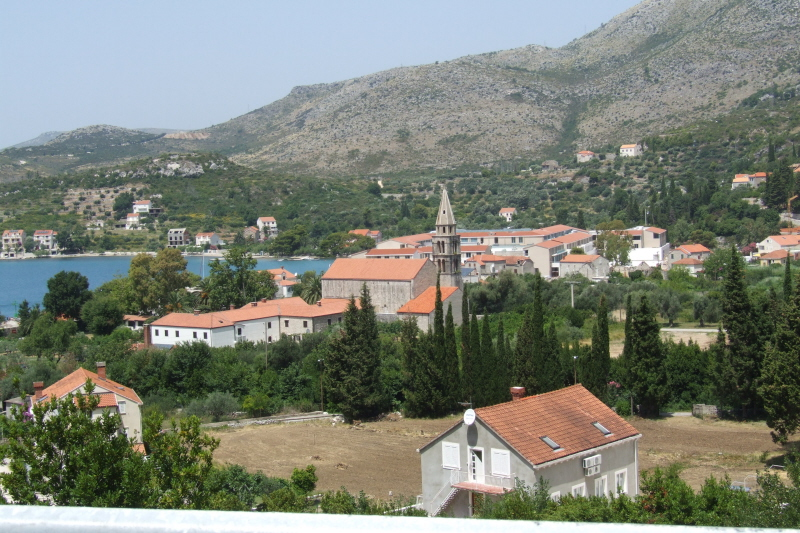
Slano látképe

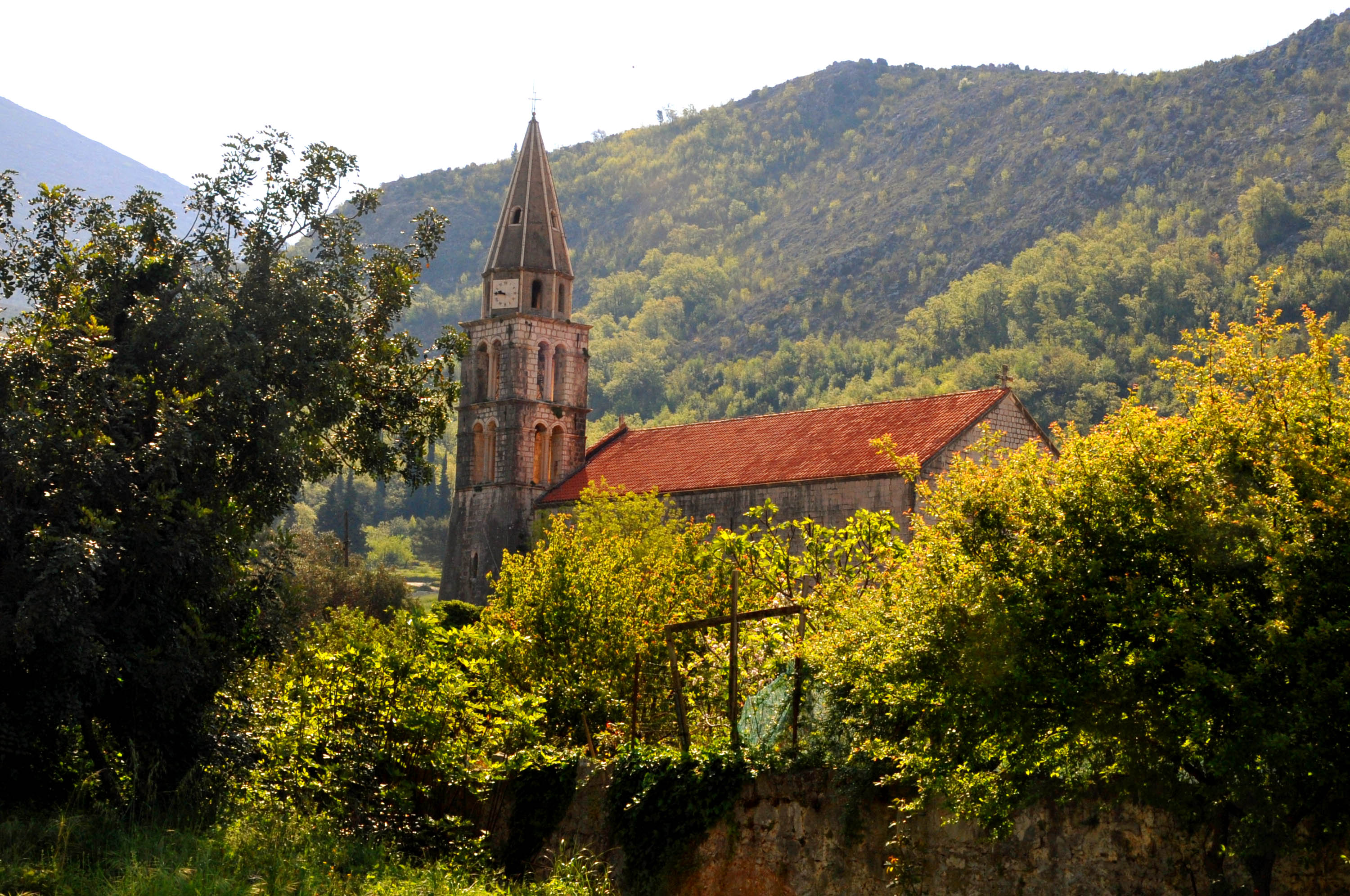
A slanói ferences templom

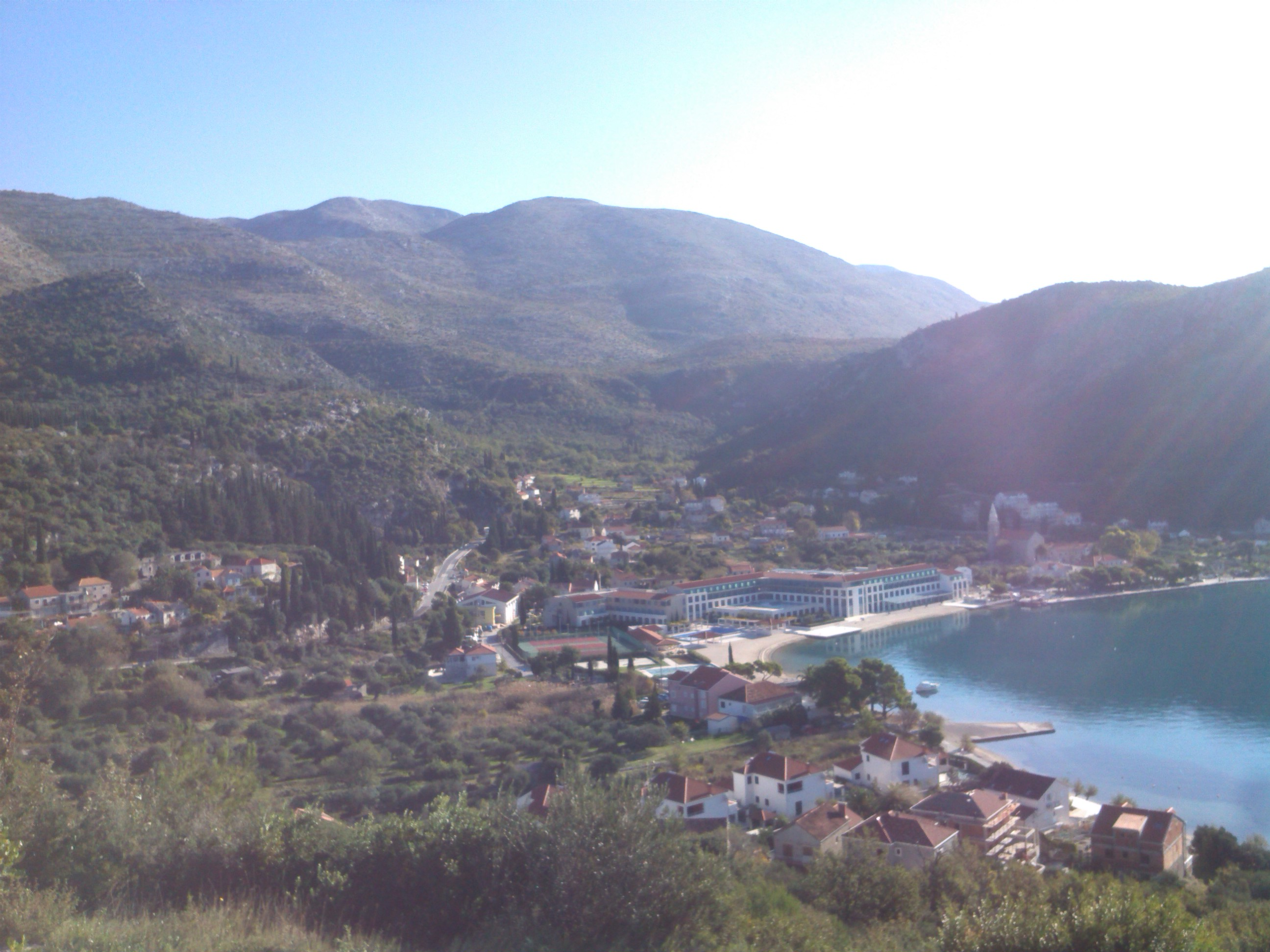
Slano és környékének látképe

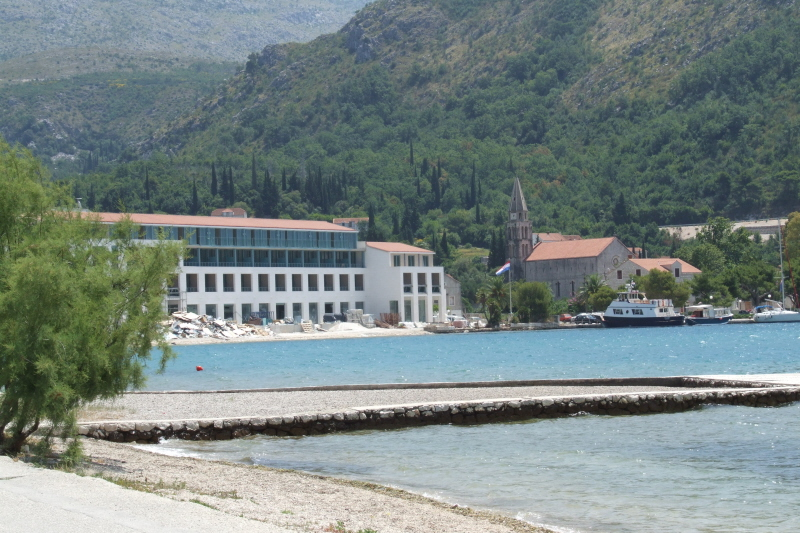
A slanói Admiral szálloda

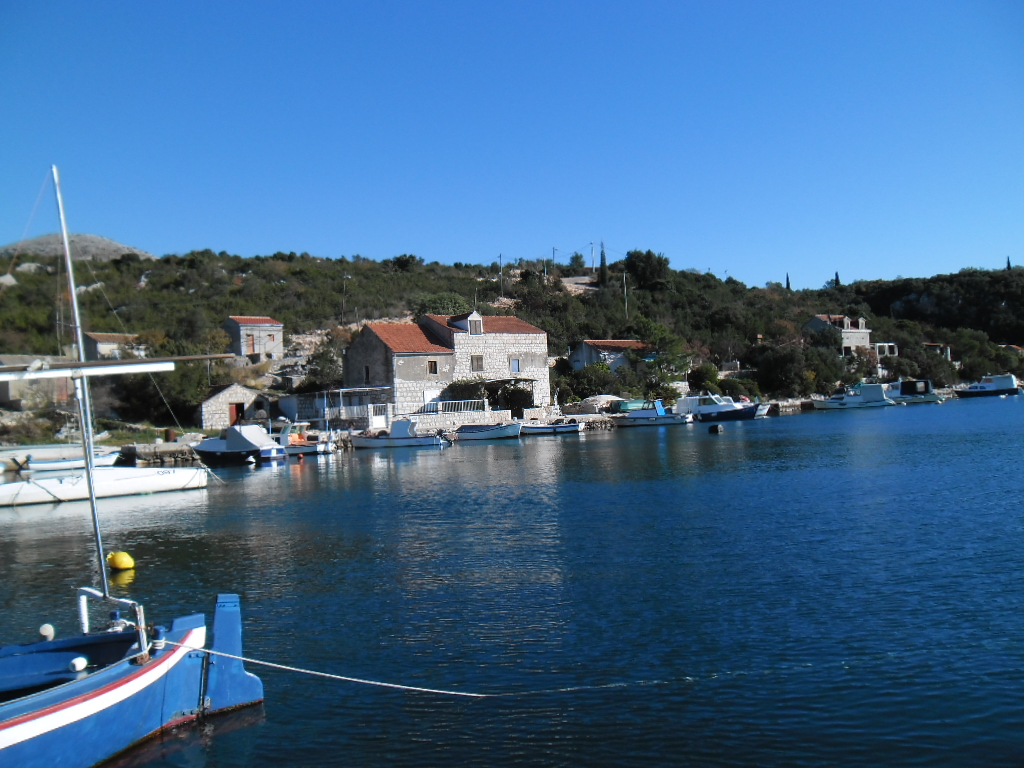
A Janska-öböl

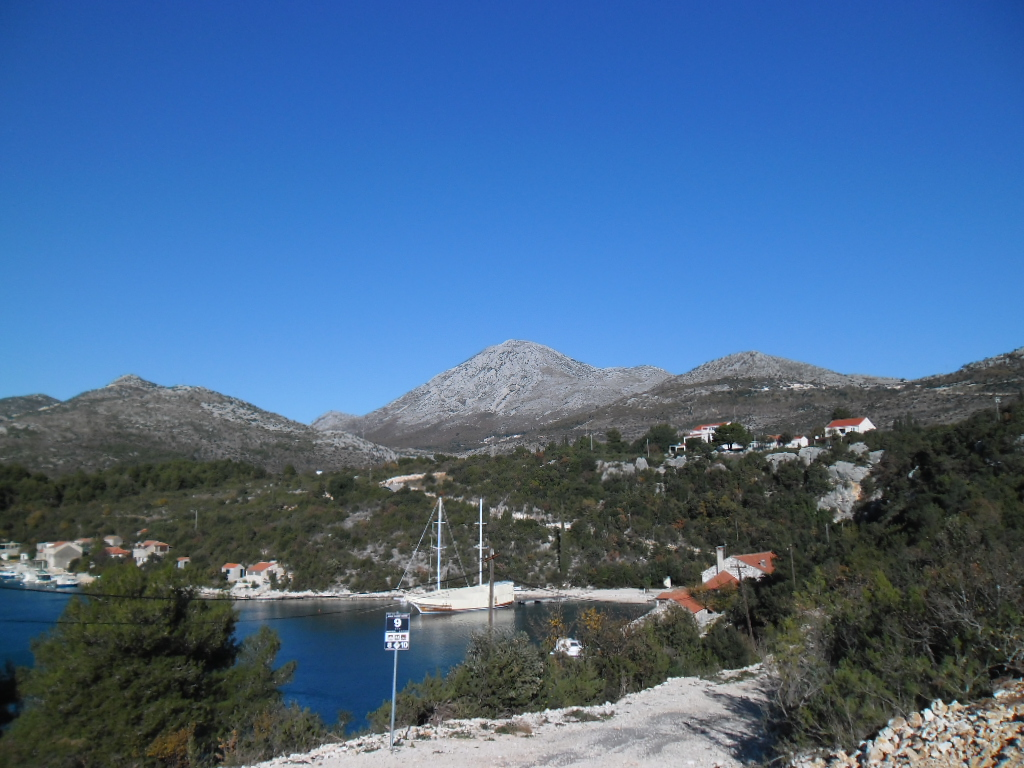
Banići látképe

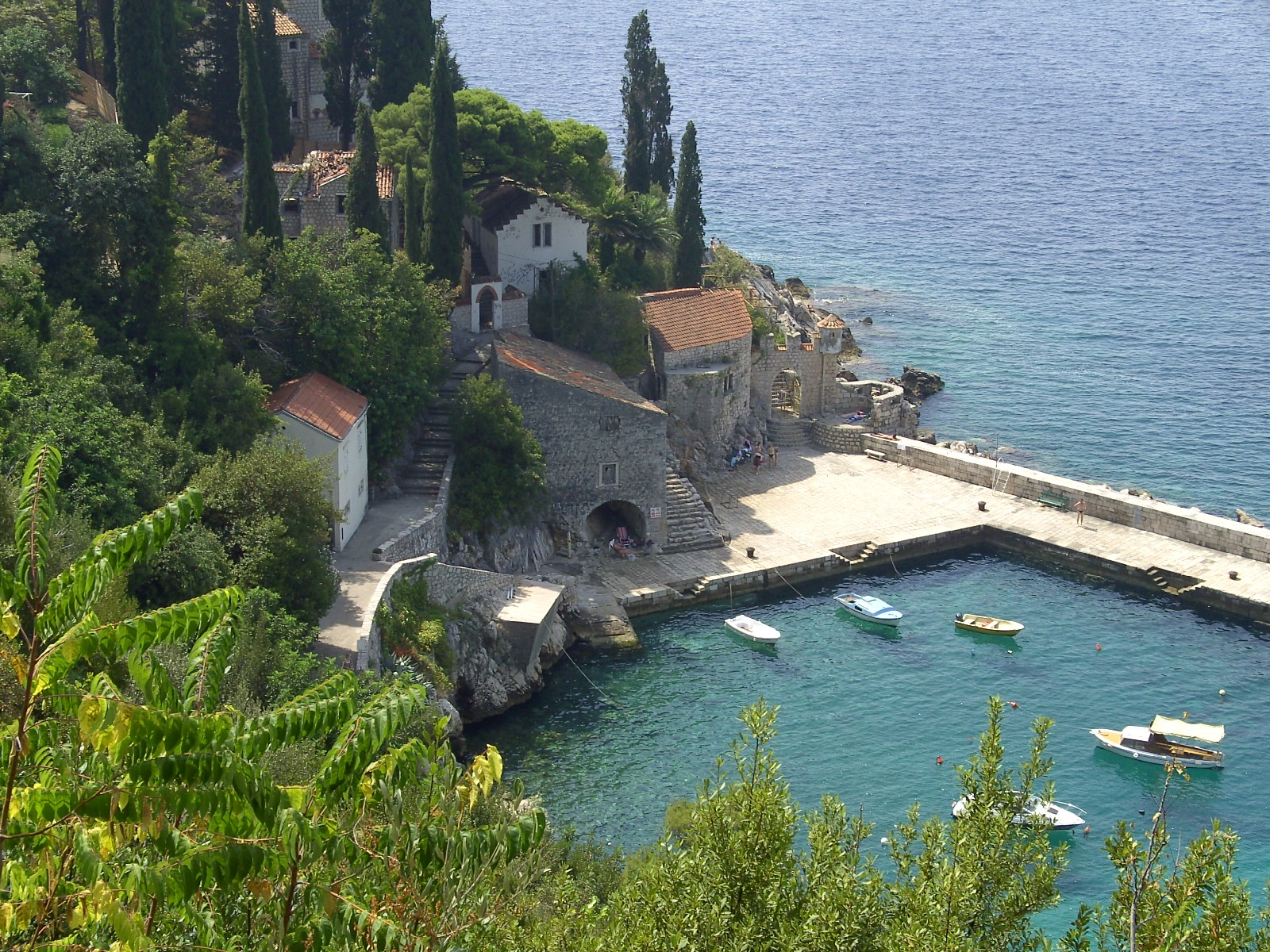
Trsteno kikötője az arborétumból

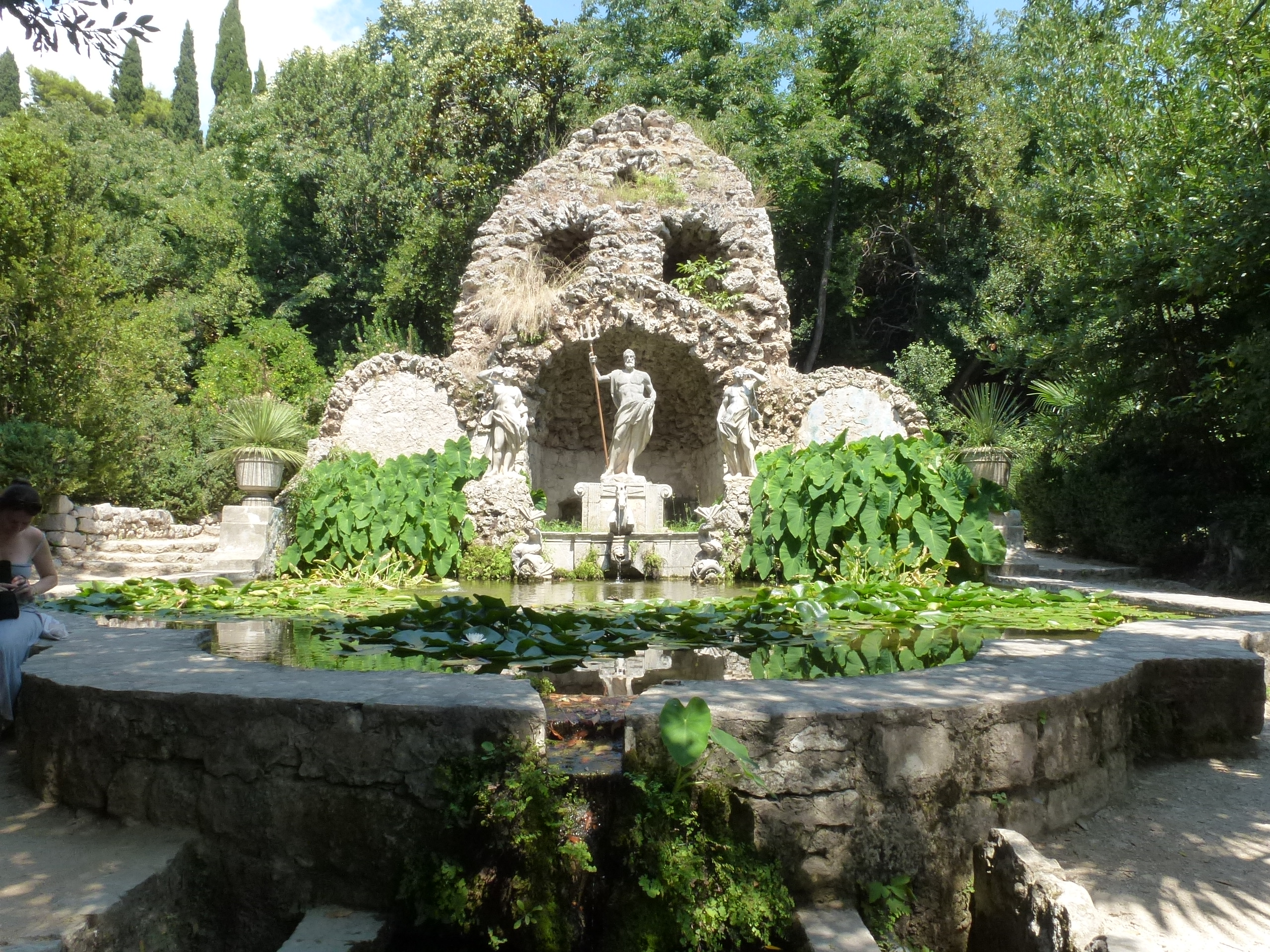
Trsteno arborétum

## Nevezetességei
- Slanói Szent Balázs-plébániatemplom (1758)
- Slanói ferences templom és kolostor
- Slađenovići Szent János-templom (16. század)
- Grgurići Szent Rókus-templom (1650)
- Banja Annunciáta-templom (16. század)
- Banići Szent Mária Magdolna-plébániatemplom (1600)
- Mravinci Kisboldogasszony templom (17. század)
- Trnovi Keresztelő Szent János-templom (14. század)
- Kručići Mindenszentek-templom (17. század)
- Lisac Rózsafüzér királynője plébániatemplom (1611)
- Kotezi Mindenszentek-templom (17. század)
- Podimoča Szent Anna templom (13./14. század)
- Točionik Szent Kozma és Damján templom (15. század)
- Čepikuće Szent Márton-templom (késő ókori, részben ószláv)
- Čepikuće Szent Rókus templom (1617)
- Smokovljani Szent Vid-plébániatemplom (15. század)
- Visočani Keresztelő Szent János-templom (1671)
- Ošlje Szent Rókus plébániatemplom (15. század)
- Ošlje Szent Péter Pál templom (1545)
- Topolo Kisboldogasszony-plébániatemplom (17. század)
- Imotici Szent Anna templom (17. század).
- Štedrici Szentháromság-templom (14. század)
- Kuti Szent István-templom (9–11. század)
- Gornji Majkovi Szent István-templom (16. század)
- Slanói kormányzói palota (15. század)
- Slanói Ohmučević palota (16. század).
- Slanói villa rustica maradványok
- Slanói Neprobić-vár, ókori lelőhely
- Slano-Banja templom és kolostorromok
- Slanói kora román épületegyüttes maradványai
- Slano Oštri Gradac várromok
- Slano Gradac várromok
- Banići villa rustica maradványok
- Banići ókori halomsírok
- Čepikuće ókori halomsírok
- Ošlje ókori halomsírok
- Smokovljani-Sutvid ókori erődítmény maradványai
- Smokovljani ókori halomsírok
- Visočani ókori halomsírok
- Topolo villa rustica maradványai
- Topolo-Veliki Lukovac ókori várromok
- Topolo ókori halomsírok
- Doli–Nehaje várromok
- Doli ókori halomsírok
- Trnovica ókori halomsírok
- Lisac ókori halomsírok
- Majkovi–Ograđenica ókori várromok
- Majkovi ókori halomsírok
- Mravnica-Kosarica ókori épületmaradványok
- Mravnica ókori halomsírok
- Štedrica–Vatović-torony
- Štedrica–Lučić-torony és lakóház
- Točionik ókori halomsírok
- Podimoć ókori halomsírok
- Imotica ókori halomsírok
- Kručica római kori ciszterna
- Kručica görög temető, villa rustica és római kori temető maradványai

## Gazdaság
A helyi gazdaság fő hajtóereje a turizmus. 2014 első kilenc hónapjában a Dubrovniki tengermelléken 31 127 vendég tartózkodott , akik 168-168 vendégéjszakát töltöttek itt. A turizmus további fejlesztése érdekében 2014 októberében megkezdődött a vitorláskikötő építése 200 kikötőhellyel. Slanónak két szállodája van az Admiral és az Osmine. Rajtuk kívül számos magánszállás található Majkovi-Ratac, Banići, Smokvina és Doli településeken. Újabb tengerparti turisztikai zónák kialakítása van tervben Banića és Sestrice településeken és tervben van a falusi turizmus fejlesztése is.

## Fordítás
- Ez a szócikk részben vagy egészben  a   Dubrovačko primorje című horvát Wikipédia-szócikk ezen változatának fordításán alapul.  Az eredeti cikk szerkesztőit annak laptörténete sorolja fel. Ez a jelzés csupán a megfogalmazás eredetét és a szerzői jogokat jelzi, nem szolgál a cikkben szereplő információk forrásmegjelöléseként.